# I’m Coming Home
I’m Coming Home ist die englische Version des Schlagers Wer das vergisst. Die englische Version wurde ebenfalls vom Originalinterpreten, dem österreichischen Schlagersänger Freddy Quinn unter Begleitung der Horst Wende-Tanzsolisten, gesungen.

## Veröffentlichung
I’m Coming Home wurde 1957 als Single veröffentlicht. Auf der B-Seite befand sich Love Me Ever – Leave Me Never, das die englische Version von Quinns Lied Heimatlos ist. An der Bearbeitung der englischen Version des Stücks war Paddy Roberts beteiligt. Die Veröffentlichung geschah sowohl im Label Decca Records (Nummer: 9-30258) als auch im Label Polydor (Nummer: 22 640). Beide Aufnahmen geschahen durch die Deutsche Grammophon-Polydor Series und die Pressung der Decca-Veröffentlichung wurde durch Decca Records Pressing Plant durchgeführt.
Mit drei anderen Stücken war das Lied auf dem Extended-Play-Album Here’s Freddy! (1959) vorhanden. Auch dem zwei Compact Discs umfassenden Kompilationsalbum Der Legionär wurde es beigefügt.